# Docalidia egregia
Docalidia egregia är en insektsart som beskrevs av Nielson 1996. Docalidia egregia ingår i släktet Docalidia och familjen dvärgstritar. Inga underarter finns listade i Catalogue of Life.